# Luboš Rob (1970)
Luboš Rob (* 5. srpna 1970 České Budějovice) je bývalý český profesionální hokejista, nejčastěji nastupující na pozici levého křídla. V roce 1990 si ho v pátém kole draftu NHL na 99. místě vybral tým New York Rangers z National Hockey League (NHL).

## Kariéra
Již od mládežnických kategorií hrál za českobudějovický Motor. V československé extralize v dresu HC České Budějovice debutoval v sezóně 1987/88. V československé extralize odehrál 19 sezón a 681 zápasů, v nichž vstřelil 215 gólů a přidal 303 asistencí, což mu vyneslo 518 bodů, a připsal si 513 trestných minut.
Jeho poslední sezóna v české extralize byla v letech 2006 a 2007. Po konci profesionální kariéry nastupoval v nižších hokejových soutěžích. Například za krajský klub HC David Servis České Budějovice.

## Osobní život
K hokeji ho přivedl jeho otec, hokejista František Rob. Jeho syn Luboš je také český profesionální hokejista.